# Ulica Henryka Siemiradzkiego w Krakowie
Ulica Henryka Siemiradzkiego – ulica w Krakowie, w dzielnicy I Stare Miasto, na Piasku. Przebiega równoleżnikowo od ulicy Łobzowskiej do ulicy Karmelickiej.
Ulica została wytyczona pod koniec lat 80. XIX wieku. Obecną nazwę, upamiętniającą malarza Henryka Siemiradzkiego, uzyskała w 1890 roku.

## Zabudowa
Ulica Siemiradzkiego posiada charakter małej ulicy z zabudową mieszkalną, czynszową, obsadzonej jednostronnie szpalerami drzew. Zabudowa ulicy pierwotnie była niemal całkowicie pozbawiona funkcji handlowych, z wyjątkiem pojedynczych punktów w budynkach usytuowanych w rejonie skrzyżowań. Lokale handlowe były w późniejszym czasie realizowane również w kamienicach z okresu międzywojennego. Zabudowę stanowią w przeważającej części kamienice w stylu historyzmu, powstałe w latach 90. XIX wieku. Uzupełniają je powstałe na początku XX wieku kamienice reprezentujące w swojej formie cechy stylu modernistycznego oraz modernistyczne, funkcjonalistyczne kamienice zrealizowane w okresie międzywojennym.
- ul. Siemiradzkiego 1 (ul. Łobzowska 30) – Dawny Dom Zdrowia dra Jana Gwiazdomorskiego. Projektował Władysław Ekielski, 1889–1890. Jeden z pierwszych obiektów zrealizowanych przy ulicy, w budynku tym 28 listopada 1907 roku zmarł Stanisław Wyspiański. Obecnie Szpital Ginekologiczno-Położniczy im. Rafała Czerwiakowskiego.
- ul. Siemiradzkiego 2 (ul. Łobzowska 28) – Kamienica Turnauów, zrealizowana w stylu historyzmu z modnymi ówcześnie formami tzw. „renesansu północnego” dla Karoliny Turnau. Stanowi dominantę urbanistyczną. Projektował Jan Zawiejski, 1889–1890[4].
- ul. Siemiradzkiego 3 – Kamienica o cechach architektury modernistycznej. Projektował Władysław Kleinberger jako swój dom własny, 1908.
- ul. Siemiradzkiego 4 – Kamienica stylu historyzmu, zbudowana dla Ludwika Turnaua. Projektował Karol Rybiński, 1890–1891.
- ul. Siemiradzkiego 5 – Kamienica o cechach architektury modernistycznej. Mieszkał w niej Teodor Axentowicz. Projektował Władysław Kaczmarski, 1906–1907.
- ul. Siemiradzkiego 6 – Kamienica w stylu eklektycznym. Projektował Stefan Ertel, 1893.
- ul. Siemiradzkiego 8 – Kamienica w formie renesansowej willi, odsunięta od ulicy, z ogrodem od jej strony, przed elewacją frontową, zbudowana dla J. Mularskiego. Projektował Leopold Tlachna, 1892–1893.
- ul. Siemiradzkiego 9 – Kamienica w stylu historyzmu. Projektował Henryk de Laveaux, ok. 1893–1894.
- ul. Siemiradzkiego 10 – Kamienica w podobnej formie, co sąsiednia przy ul. Siemiradzkiego 8, odsunięta od ulicy, z ogrodem przed elewacją frontową. Projektował Leopold Tlachna, 1892–1893.
- ul. Siemiradzkiego 11 – Kamienica w stylu eklektycznym. Projektował Beniamin Torbe, 1893.
- ul. Siemiradzkiego 12 – Kamienica o cechach architektury modernistycznej. Projektował Beniamin Torbe, 1905.
- ul. Siemiradzkiego 14 – Kamienica w stylu eklektycznym. Wzniesiona w latach 1891–1892.
- ul. Siemiradzkiego 16 – Kamienica w stylu historyzmu, zbudowana dla J. Ciesielskiego, ozdobiona na fasadzie medalionem z popiersiem Tadeusza Kościuszki. Projektował Karol Żychoń, 1891–1892.
- ul. Siemiradzkiego 18a (ul. Sobieskiego 24) – Kamienica w stylu modernistycznym z narożem w formie trójbocznego, cofniętego wykusza. Stanowi dominantę urbanistyczną skrzyżowania z ul. Sobieskiego. Projektował Stanisław Mehl, 1934–1935.
- ul. Siemiradzkiego 19 – Kamienica w stylu secesyjnym z motywem wici roślinnej, wyżłobionym na fasadzie w tynku. Wzniesiona w latach 1910–1911.
- ul. Siemiradzkiego 20a – Kamienica w stylu modernistycznym z płaskorzeźbioną dekoracją fasady. Projektowali Alfred Düntuch i Stanisław Landsberger, 1936–1938.
- ul. Siemiradzkiego 21 – Kamienica w stylu secesyjnym z fasadą zdobioną kwiatami słoneczników. Wzniesiona w roku 1911.
- ul. Siemiradzkiego 22 – Willa, obecnie część zespołu budynków Komendy Miejskiej Policji. Projektował Jozue Oberleder, 1922.
- ul. Siemiradzkiego 23 – Kamienica z cofniętą pięcioboczną fasadą z ogródkiem w środku. Projektował Artur Romanowski, 1911–1912.
- ul. Siemiradzkiego 24 – Dawne Koszary Obrony Krajowej – gmach główny i ciąg trzech budynków frontowych po stronie zachodniej. Obecnie Komenda Miejska Policji. Projektował Janusz Niedziałkowski, 1892–1894.
- ul. Siemiradzkiego 25 (ul. Lenartowicza 1) – Kamienica w stylu secesyjnym. Projektował Kazimierz Zieliński, 1911–1912.
- ul. Siemiradzkiego 29 – Kamienica o cechach architektury modernistycznej z fasadą dekorowaną koszykami na kwiaty. Projektowali Rajmund Meus i Bronisław Górski, 1909–1910.
- ul. Siemiradzkiego 31 – Kamienica w stylu historyzmu. Projektował Bronisław Müller, 1890. W 1920 roku został przebudowana przez Stowarzyszenie Opieki nad Dziewczętami p.w. Św. Józefa. Obecnie Dom Dziecka dla Dziewcząt.
- ul. Siemiradzkiego 35 (ul. Karmelicka 53) – Kamienica w stylu historyzmu. Projektował Bronisław Müller, 1881.

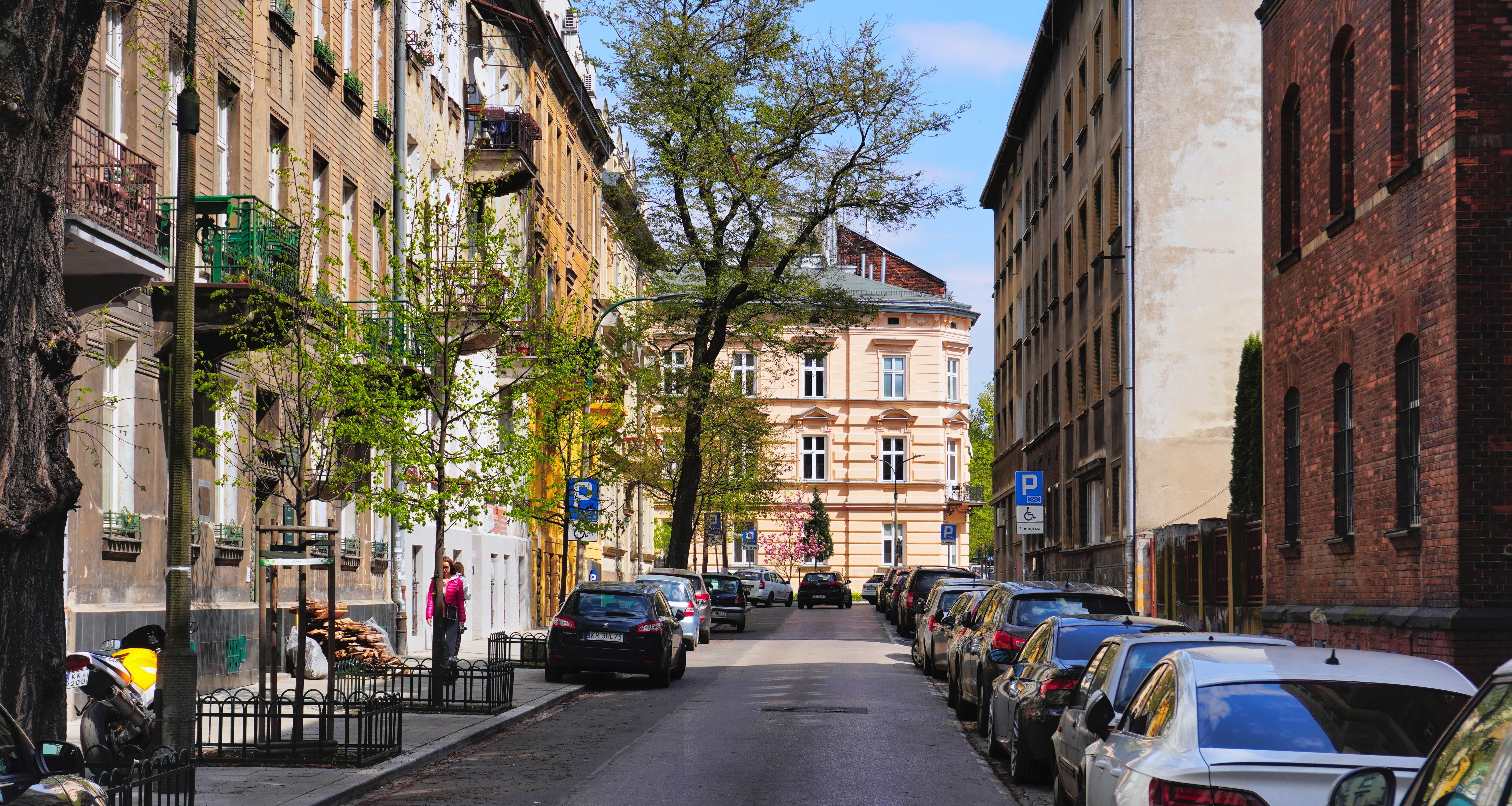
Widok od skrzyżowania z ul. Lenartowicza na wschód
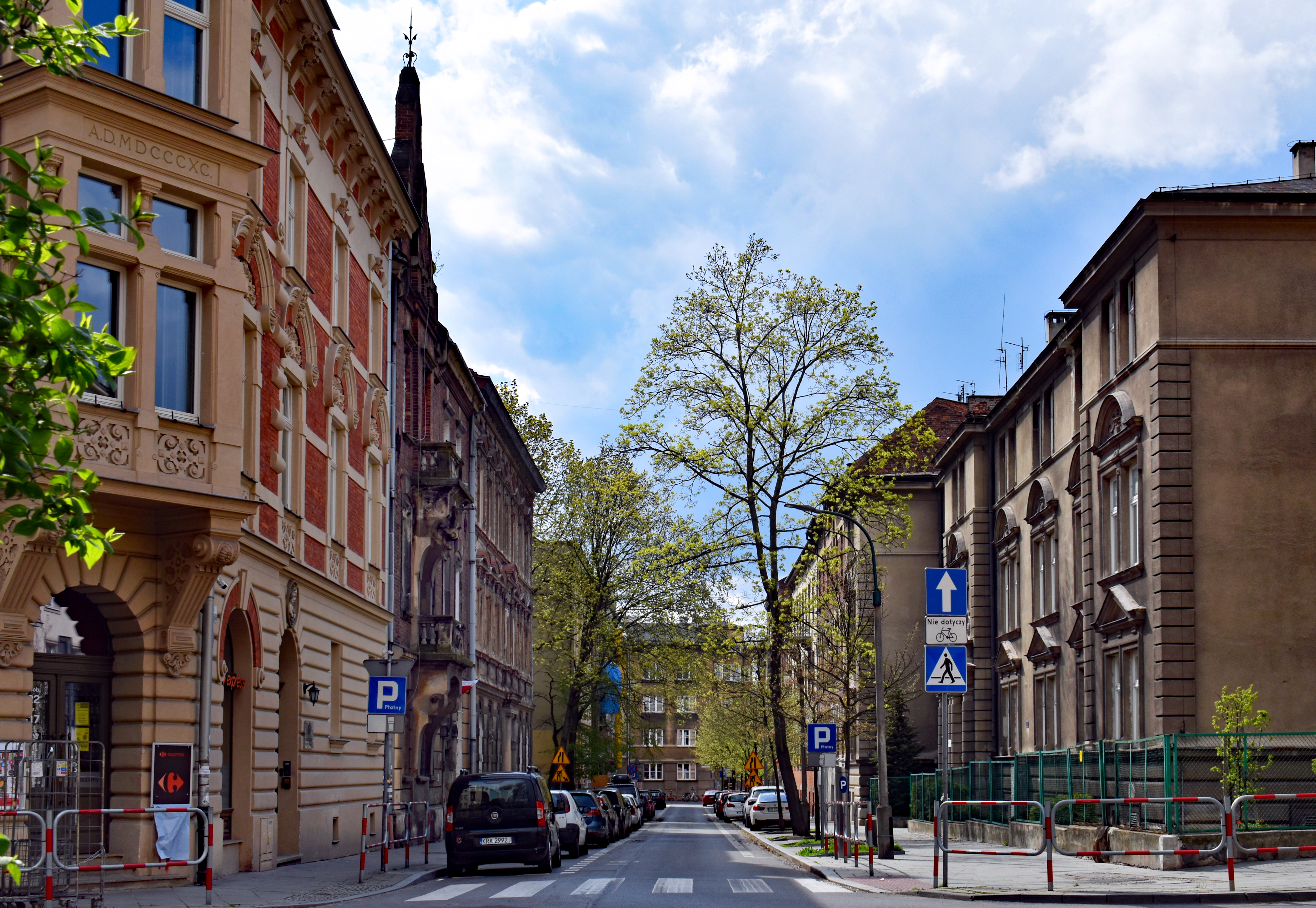
Widok od skrzyżowania z ul. Łobzowską na zachód
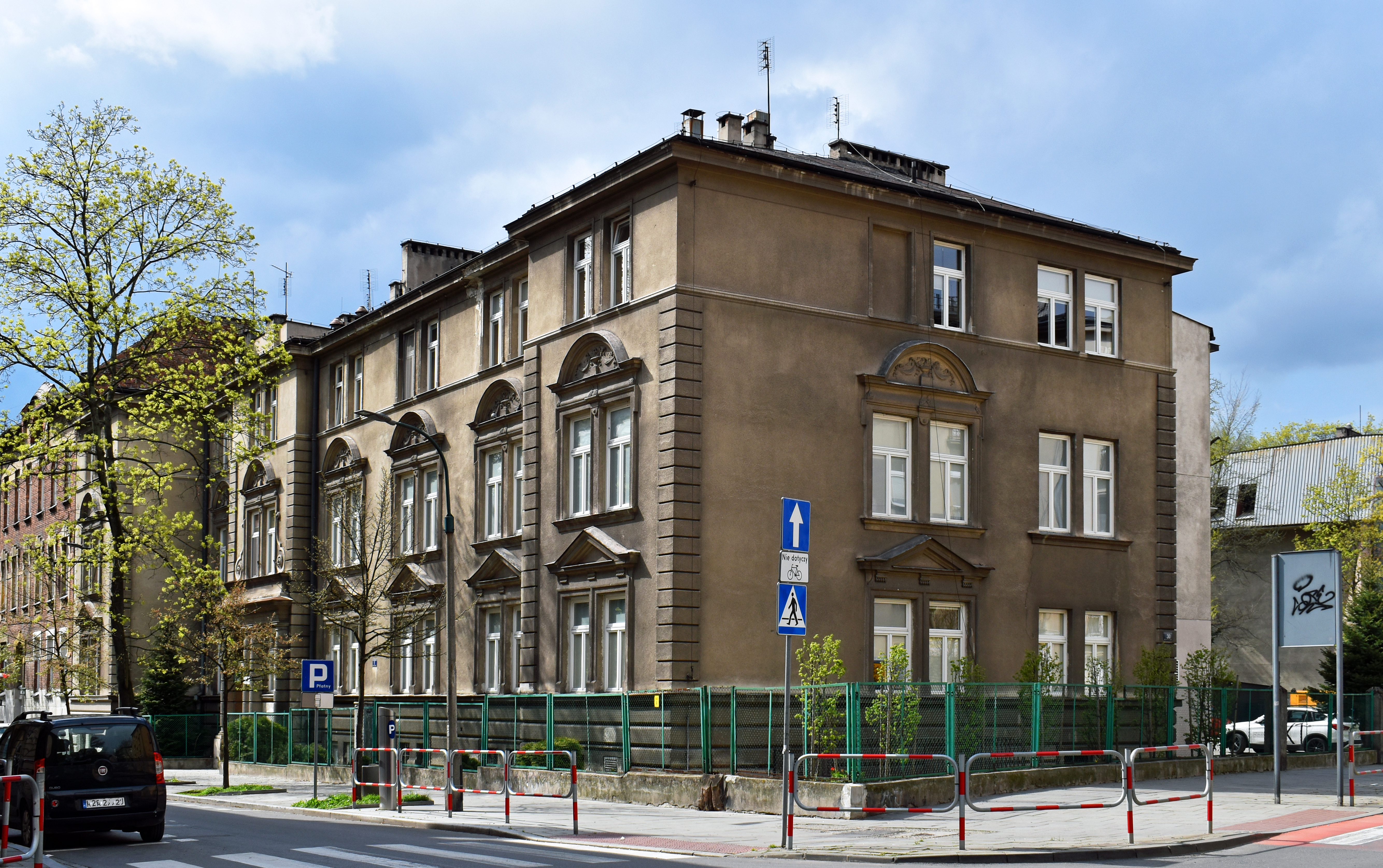
ul. Siemiradzkiego 1 (ul. Łobzowska 30) Dawny Dom Zdrowia dra Gwiazdomorskiego
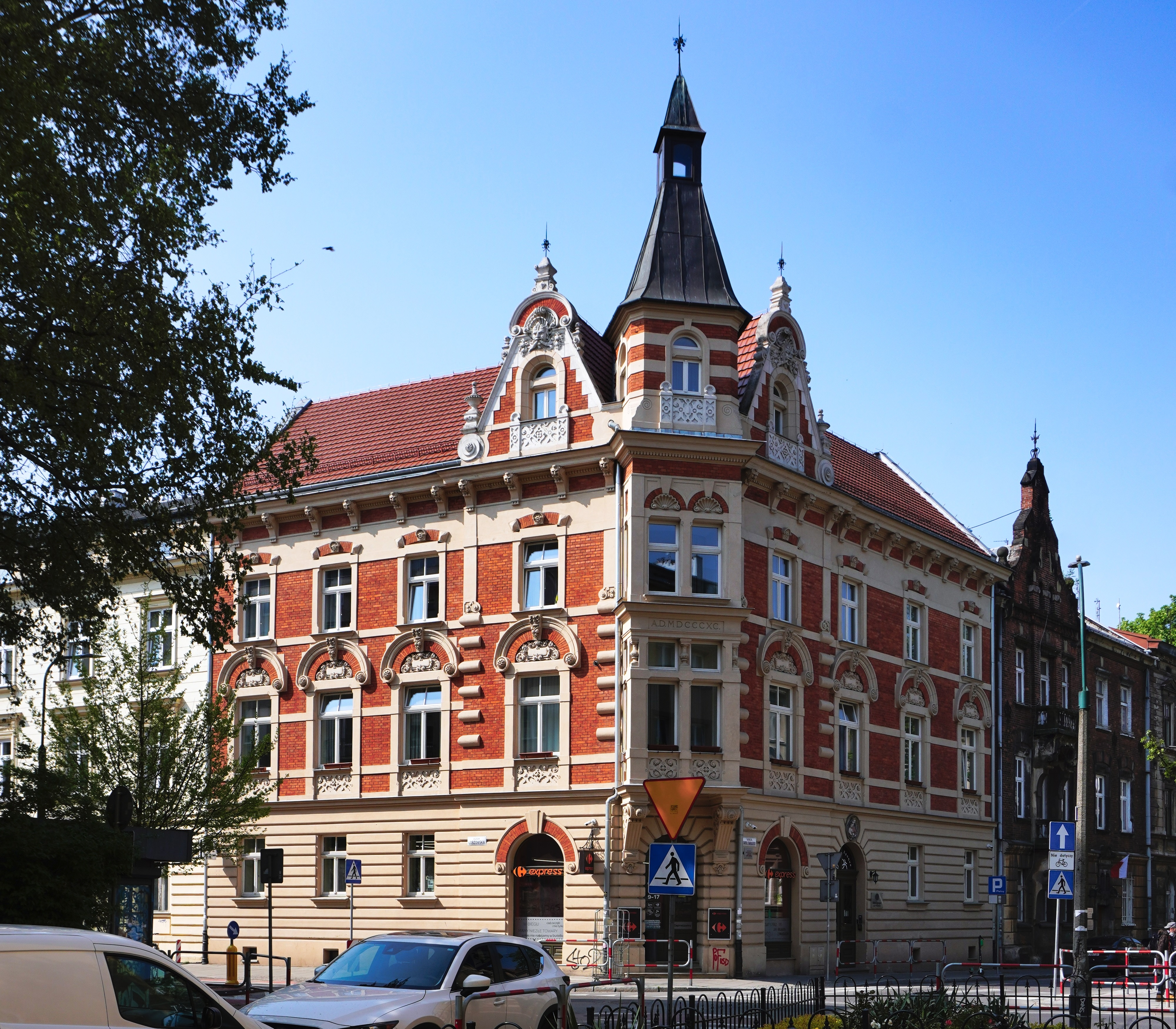
ul. Siemiradzkiego 2 (ul. Łobzowska 28) Kamienica Turnauów (proj. Jan Zawiejski, 1889–1890)
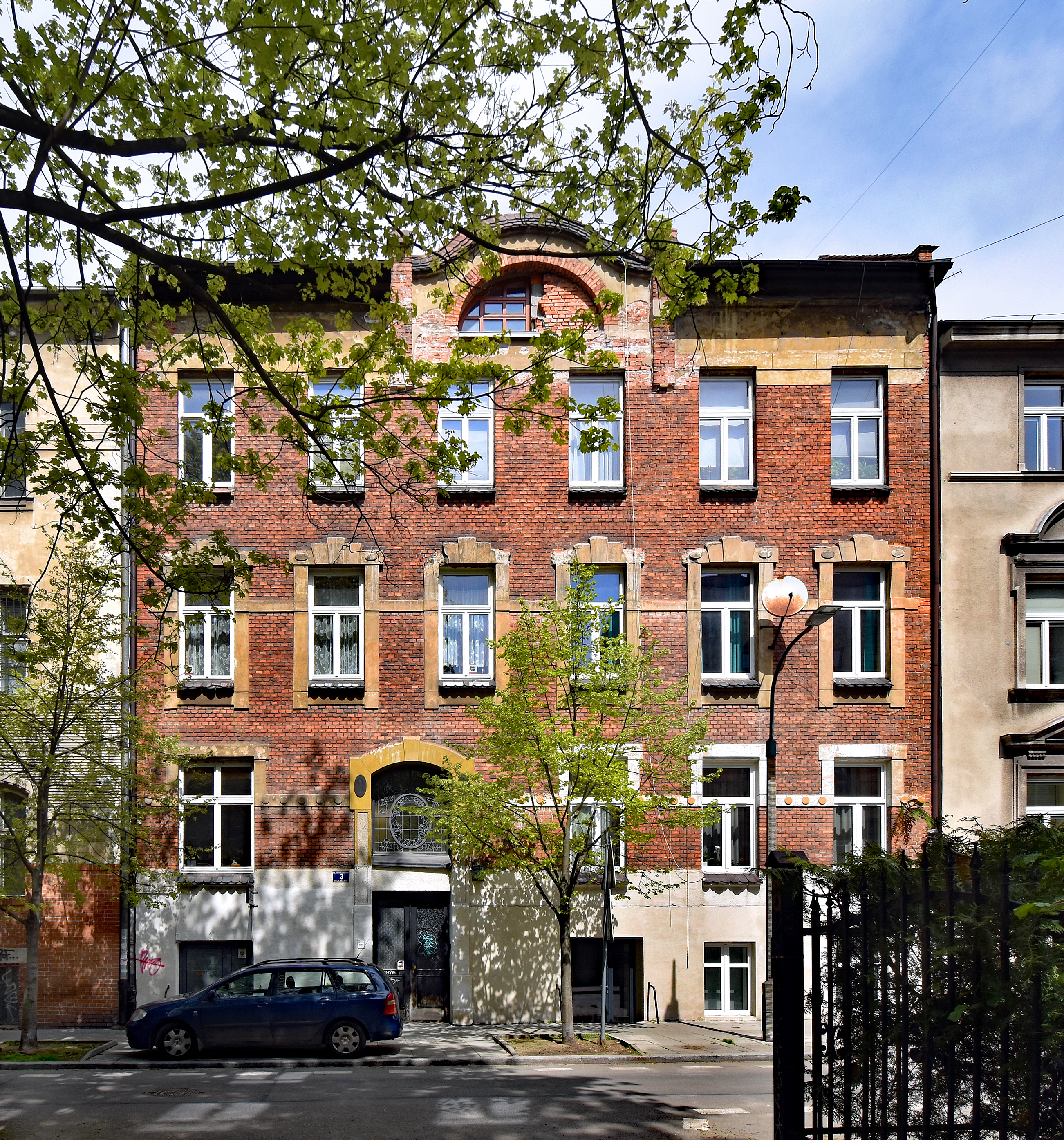
ul. Siemiradzkiego 3 Kamienica Kleinbergera
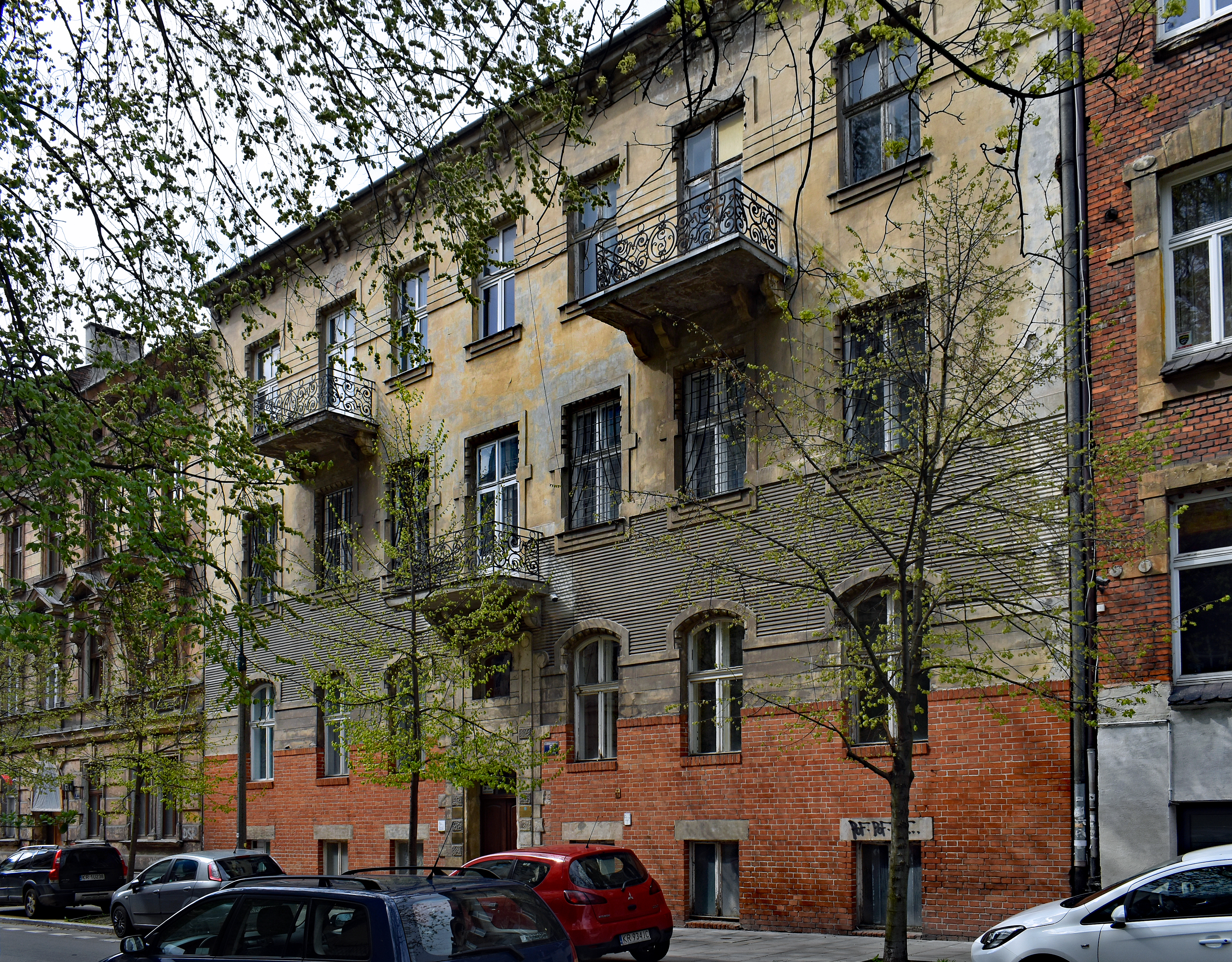
ul. Siemiradzkiego 5 Kamienica czynszowa
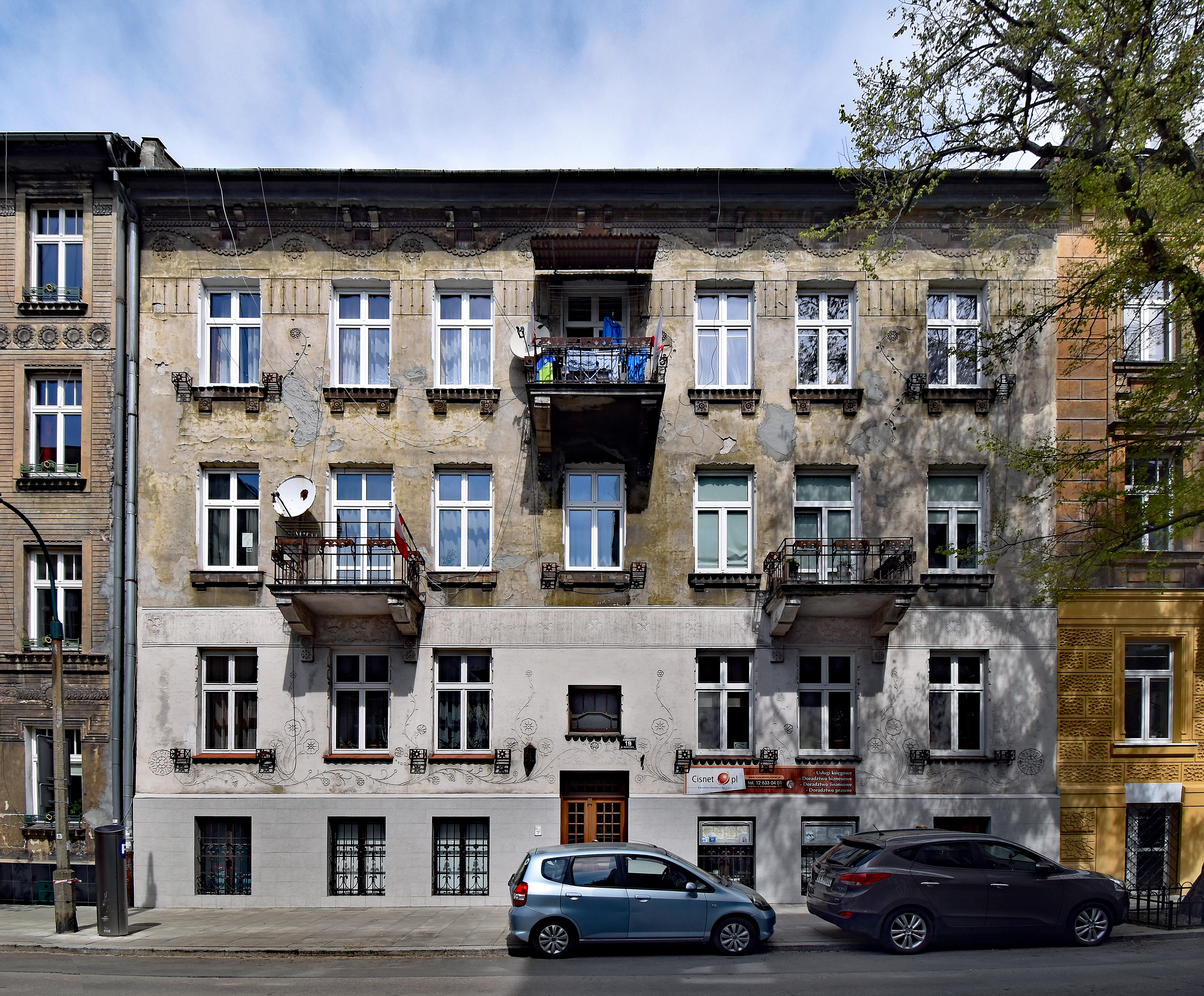
ul. Siemiradzkiego 19 Kamienica czynszowa
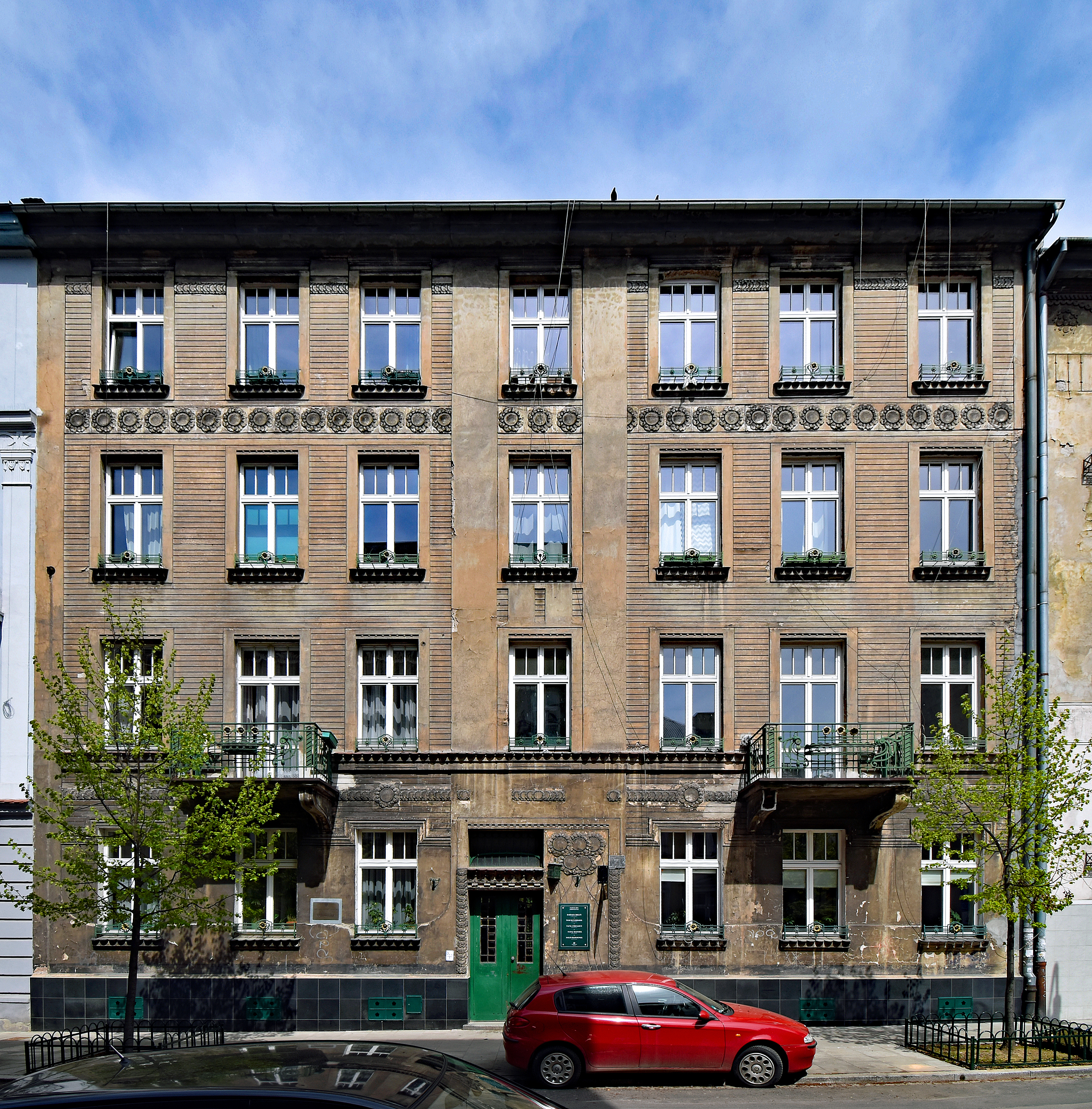
ul. Siemiradzkiego 21 Kamienica czynszowa z fasadą zdobioną kwiatami słoneczników
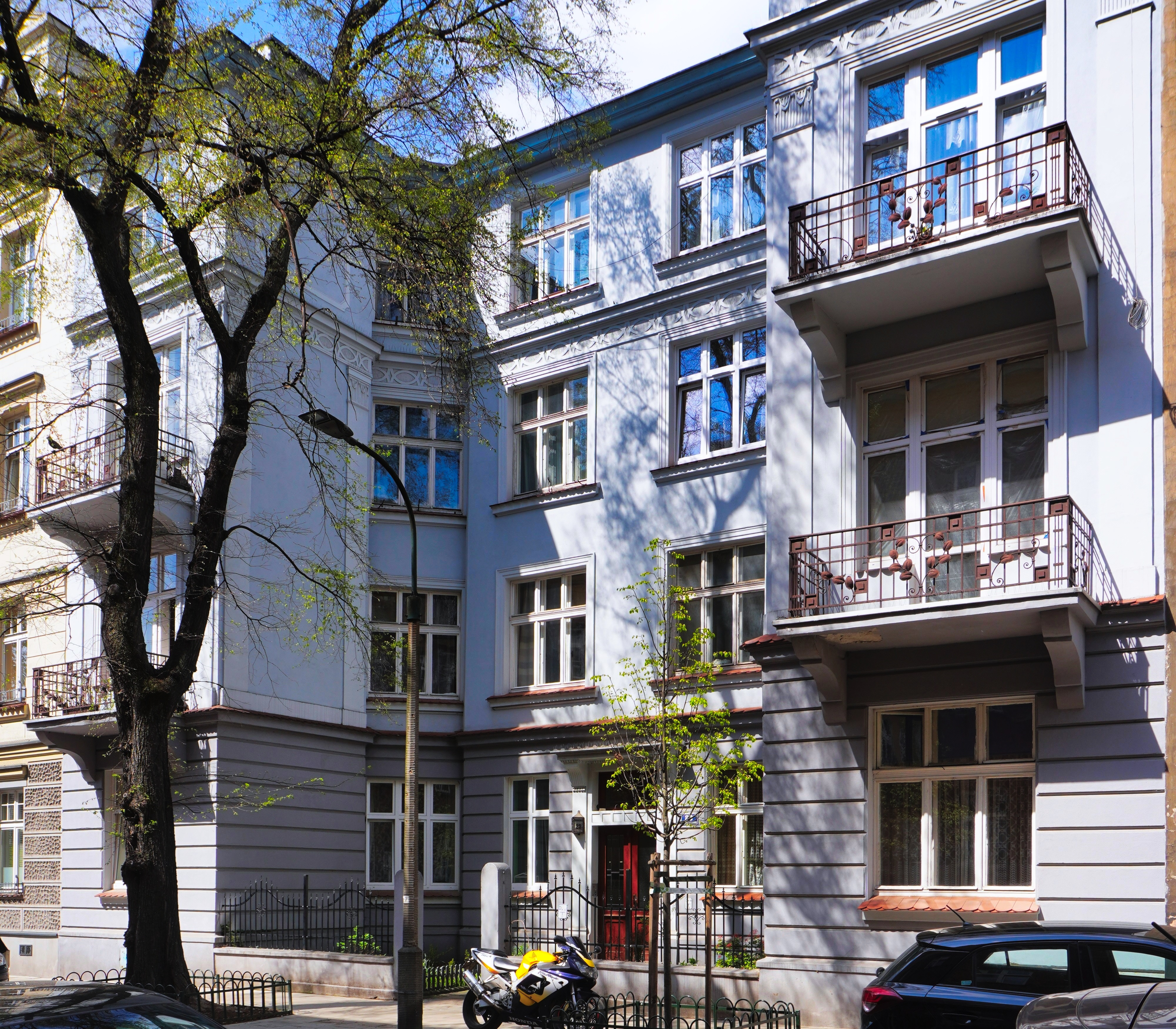
ul. Siemiradzkiego 23 Kamienica (proj. Artur Romanowski, 1911–1912)
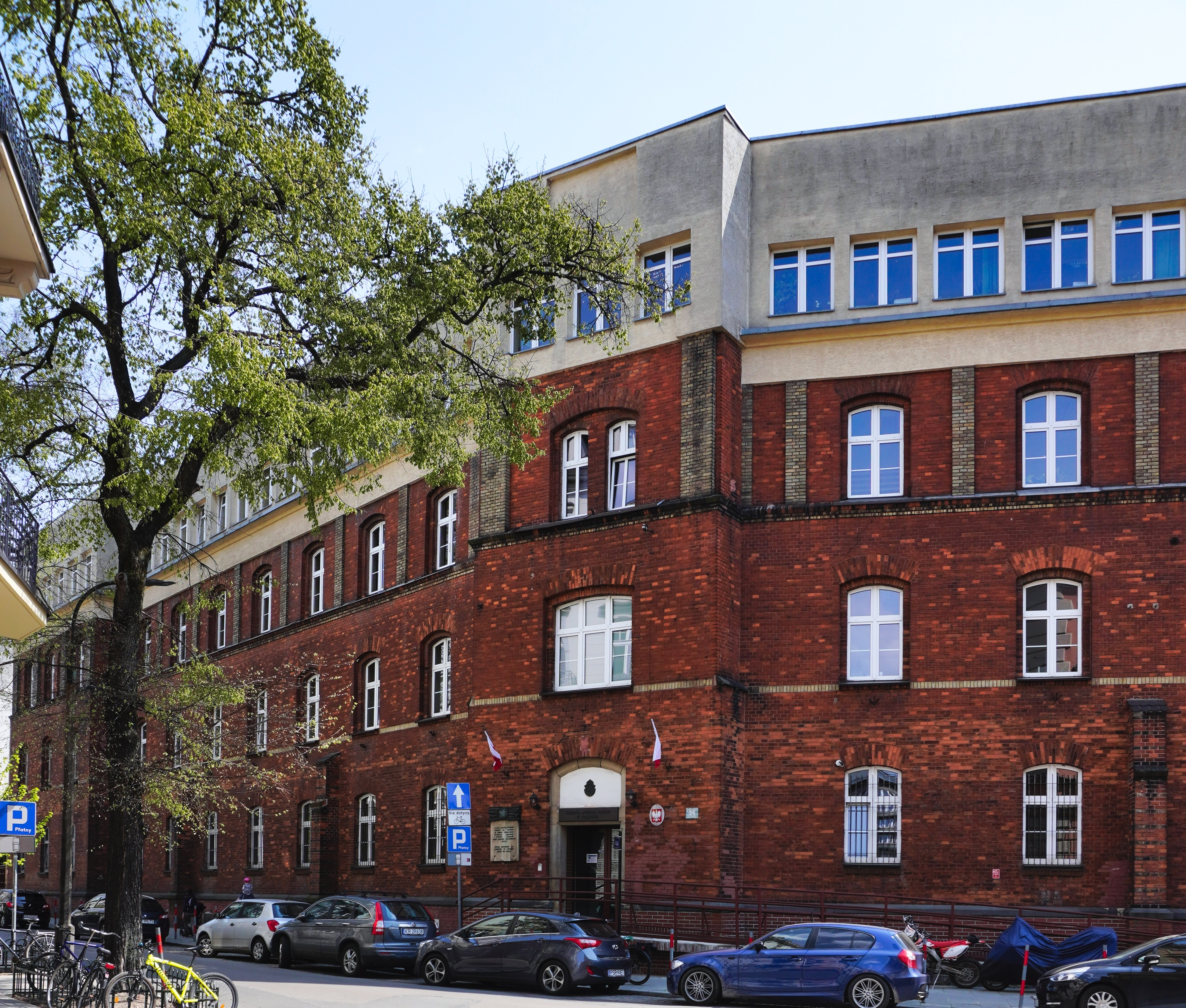
ul. Siemiradzkiego 24 Dawne Koszary Obrony Krajowej, obecnie Komenda Miejska Policji (proj. Janusz Niedziałkowski, 1892–1894)
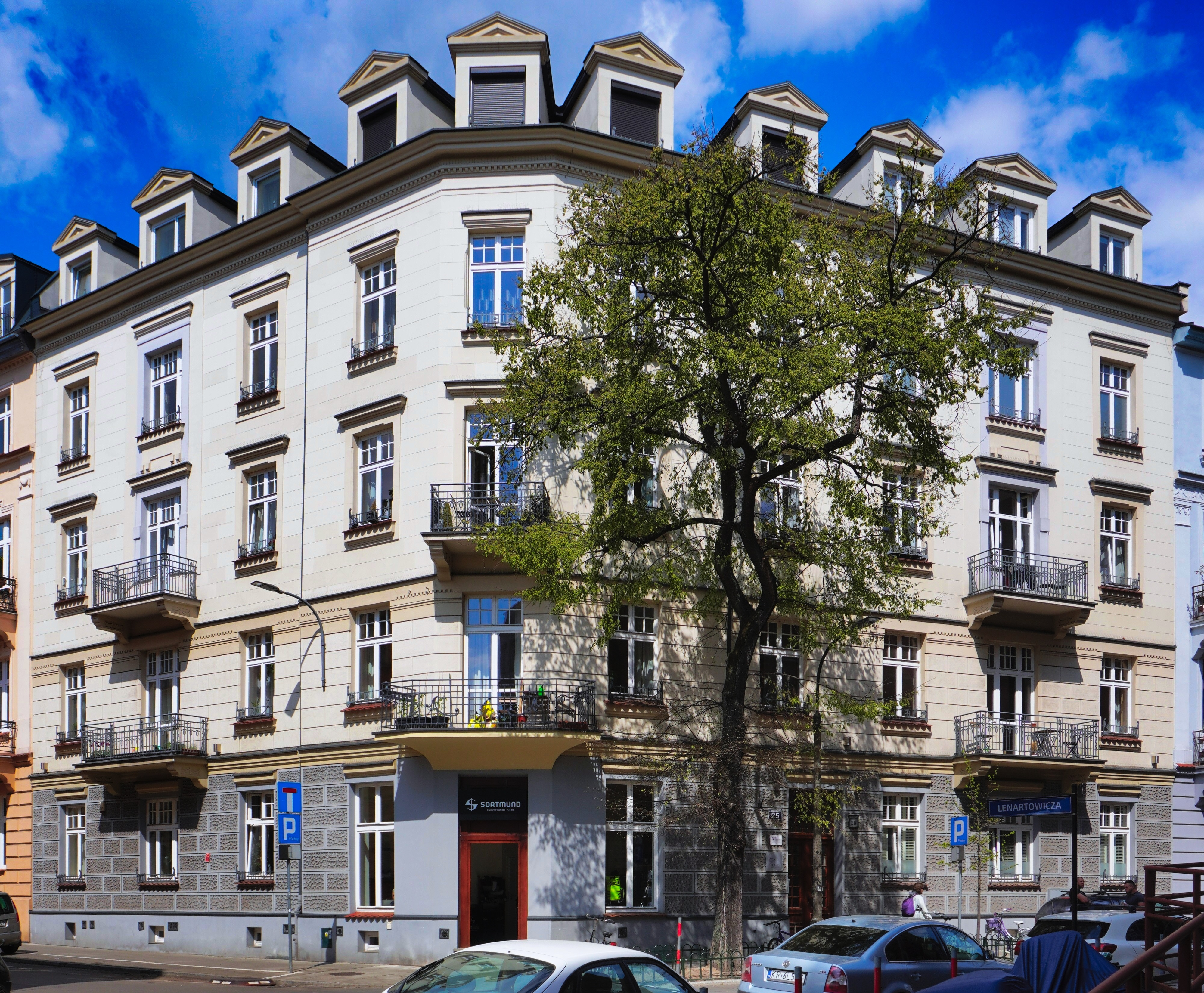
ul. Siemiradzkiego 25 (ul. Lenartowicza 1) Kamienica (proj. Kazimierz Zieliński, 1911–1912)
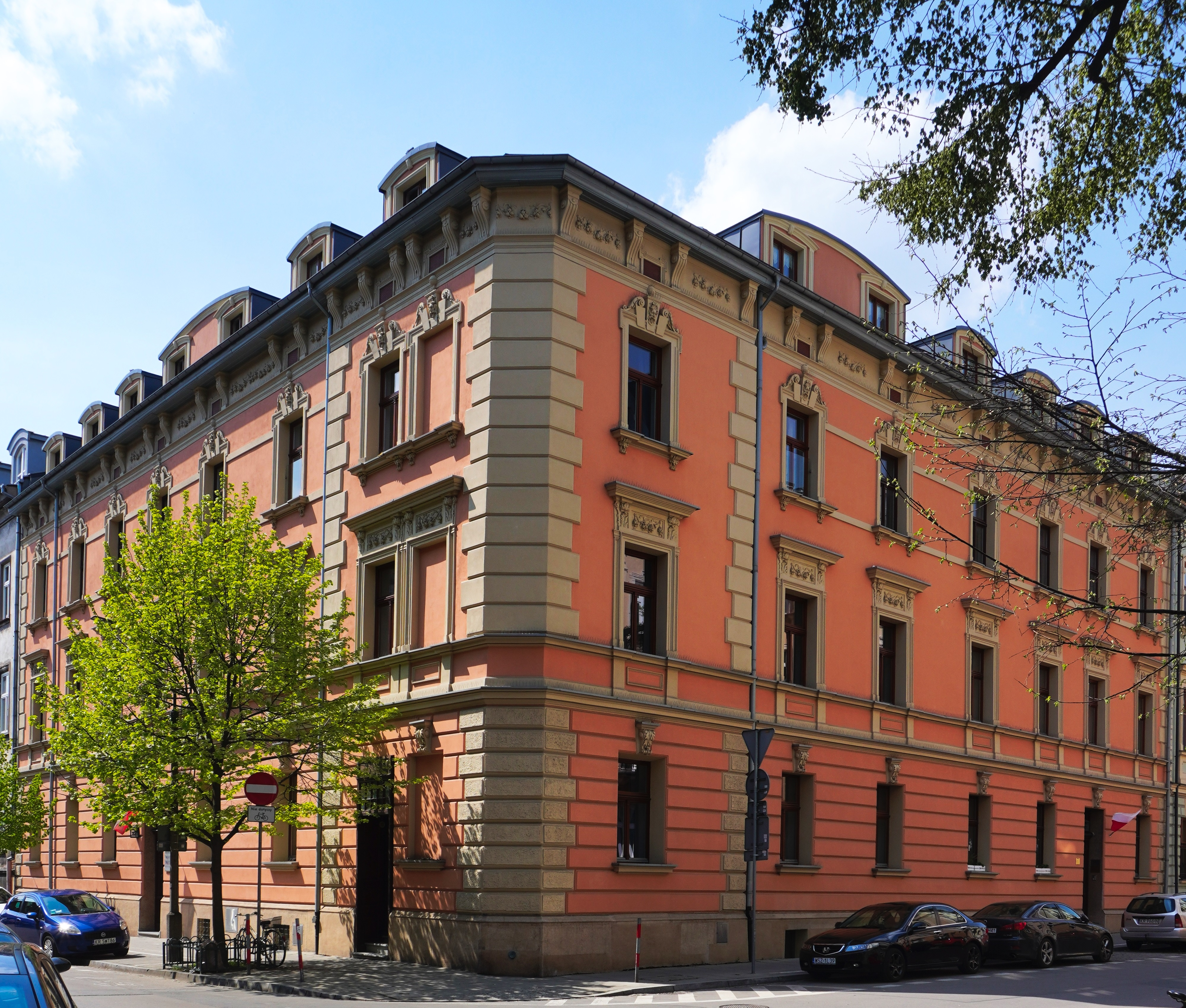
ul. Siemiradzkiego 27 (ul. Lenartowicza 2) Kamienica
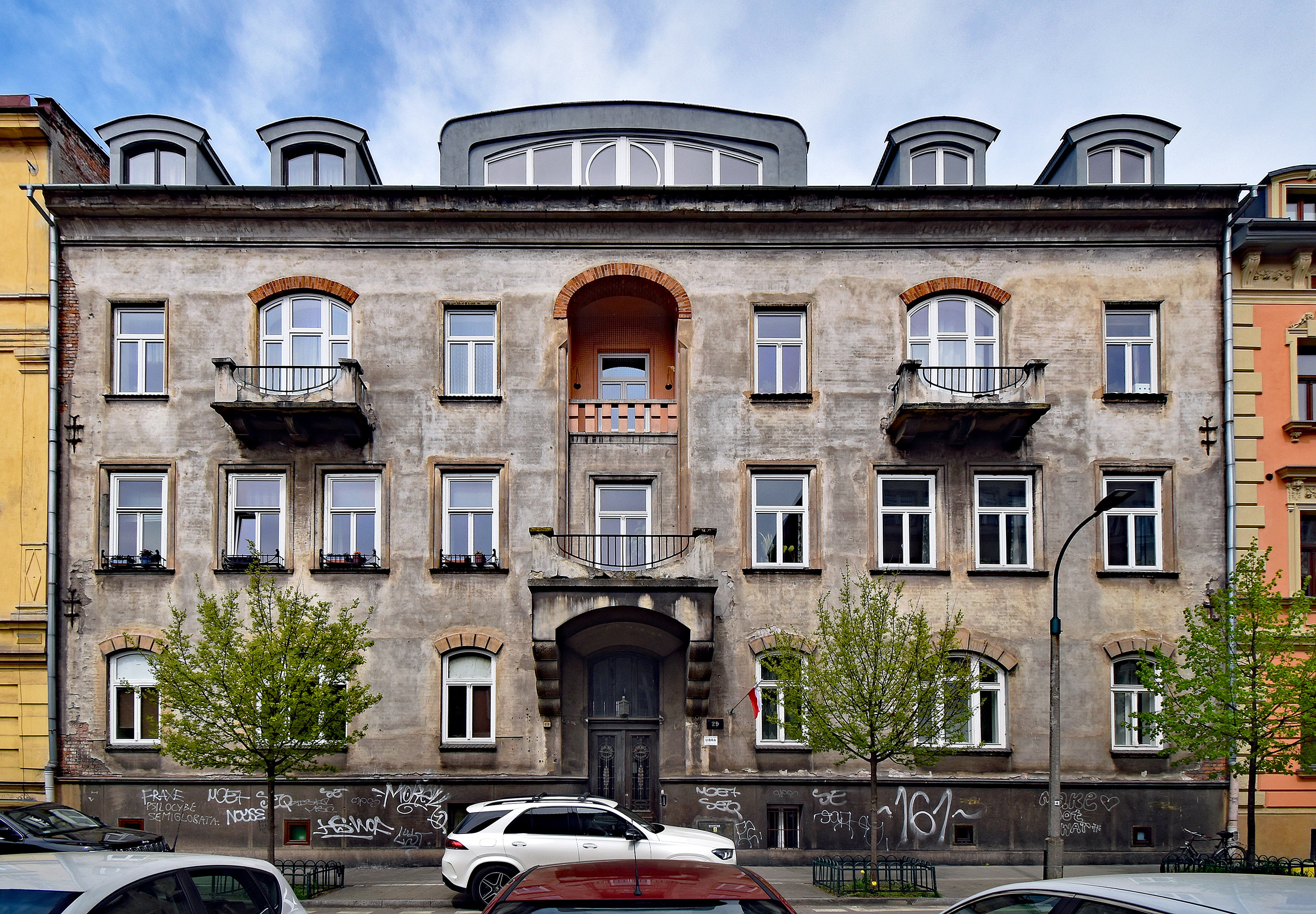
ul. Siemiradzkiego 29 Kamienica czynszowa, secesja
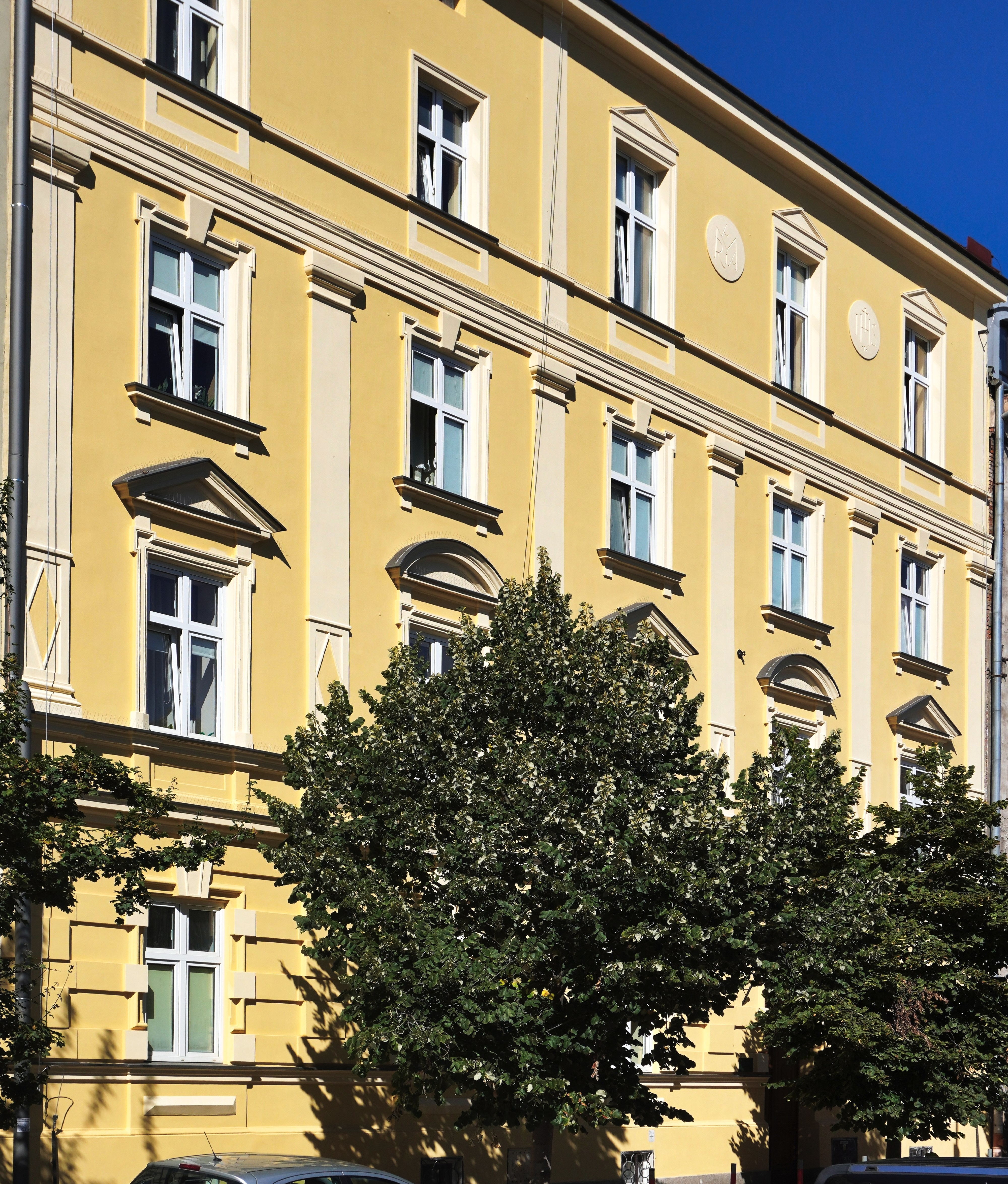
ul. Siemiradzkiego 31 Kamienica (proj. Bronisław Müller, 1890)
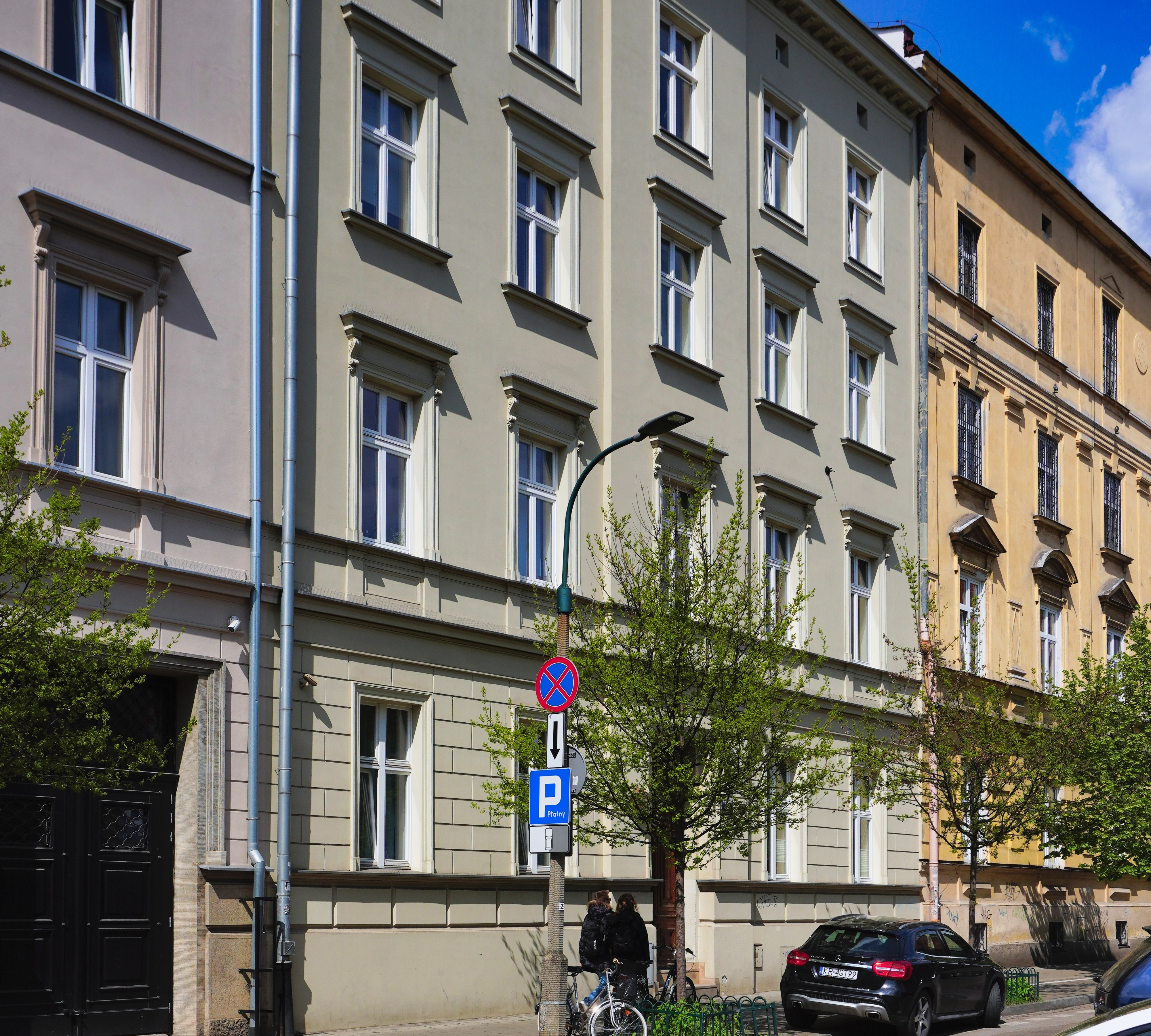
ul. Siemiradzkiego 33 Kamienica
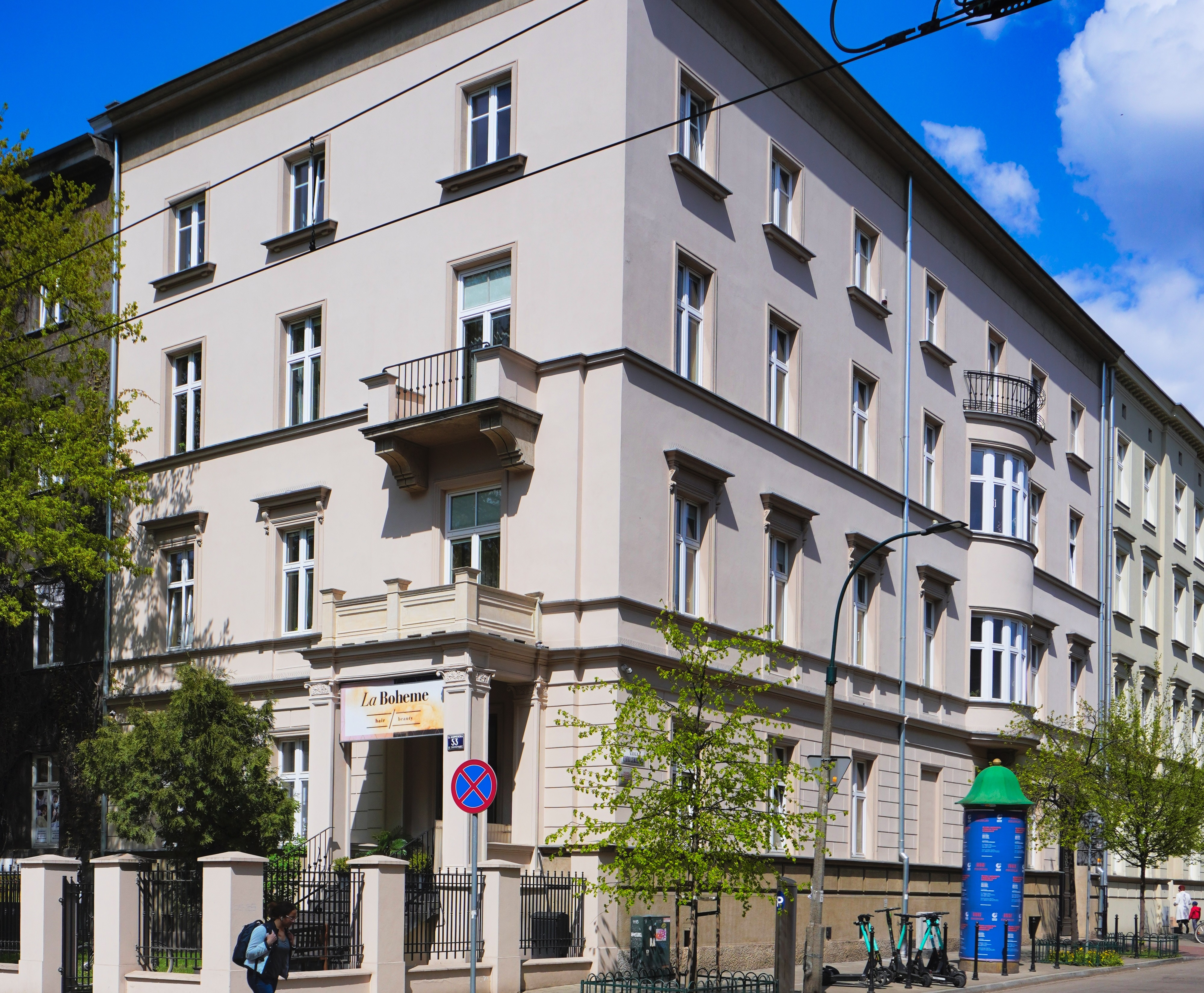
ul. Siemiradzkiego 35 (ul. Karmelicka 53) Kamienica (proj. Bronisław Müller, 1881)